# AN/FSQ-7

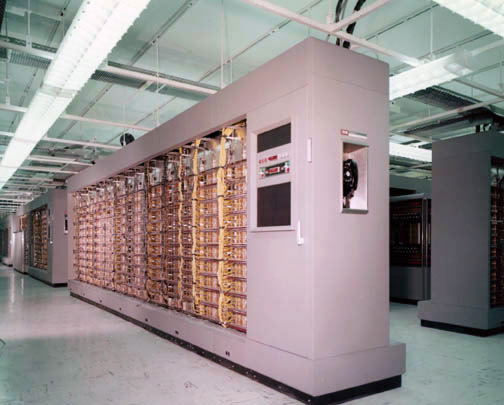
Computador AN/FSQ-7. Observe los teléfonos situados en el extremo de cada gabinete para ahorrar tiempo al llamar por problemas.

El computador de interceptación AN/FSQ-7, desarrollado por IBM en sociedad con la Fuerza Aérea de los Estados Unidos fue usado en la ejecución de funciones del comando y control para el sistema de defensa aérea SAGE.
El AN/FSQ-7 usó 55.000 tubos de vacío, ocupaba un espacio cercano a los 2.000 m², pesaba 275 toneladas y consumía hasta tres megavatios de energía. Los AN/FSQ-7 siguen siendo las más grandes computadoras construidas, y probablemente mantendrán el récord en el futuro. Cincuenta y dos computadores fueron construidos.
El concepto fue primero probado en el Whirlwind I en Cambridge (Massachusetts), conectado para recibir datos de radares de largo alcance y varios de corto alcance instalados en Cape Cod. El adelanto clave fue el desarrollo de la memoria de núcleo magnético que mejoró inmensamente la confiabilidad de la máquina, la velocidad de operación (×2), y la velocidad de entrada (×4), sobre la memoria original de tubo Williams del Whirlwind I.
Después de que el Whirlwind I fue completado y estaba funcionando, se inició el diseño para una máquina más grande y rápida, que sería llamada Whirlwind II. Pero el diseño pronto fue demasiado para los recursos del MIT. Se decidió archivar el diseño del Whirlwind II sin construirlo y concentrar los recursos del MIT en el Whirlwind I. IBM, el principal contratista para el computador AN/FSQ-7, basó más el diseño de la máquina en el nunca construido Whirlwind II que en el Whirlwind original. Así que el AN/FSQ-7 a veces es referido incorrectamente como el "Whirlwind II", aunque no eran la misma máquina ni diseño.